# Julian de Ajuriaguerra
Julian de Ajuriaguerra (7 de janeiro de 1911 - 1993) foi um psiquiatra e professor francês de origem espanhola. E também um dos mais extraordinários representantes da psiquiatria eclética, erudita, humanista, tendo contribuído para a criação da psiquiatria de setor.

## Biografia
Criado num meio rural, Julian de Ajuriaguerra foi para Paris aos 16 anos de idade, onde fez seus estudos de medicina.Tornou-se externo em psiquiatria no Centro hospitalar Sainte-Anne. Seu estatuto de médico estrangeiro explica porque não foi remunerado até os anos de 1950 e porque teve de dar plantões como enfermeiro até a interdição desta atividade durante o regime de Vichy. Frequentou notadamente os seminários de Gaëtan Gatian de Clérambault, de Pierre Janet e os círculos surrealistas. Terminou seus estudos de medicina na Espanha, mas a guerra civil não lhe permitiu passar seus últimos exames. Sua tese A Dor nas afecções do sistema nervoso central, foi prefaceada por Jean Lhermitte, de que se tornou assistente no Laboratório de anatomia do sistema nervoso, entre 1938 e 1946. Resistente hospitalar durante a guerra, foi nomeado mais tarde professor adjunto de neurologia e de psiquiatria.
Encontrou o psicanalista René Diatkine, com quem abriu uma centro de atendimentos para distúrbios da psicomotricidade e da linguagem, criando também com o mesmo Diatkine e Serge Lebovici, a revista Psiquiatria da criança. Fez uma psicanálise com Sacha Nacht. Foi somente em 1950 que o eterno imigrante adquiriu a nacionalidade francesa, poude passar o bacharelado e obteve as equivalências para o reconhecimento oficial de seu diploma de médico.
Em 1959, Julian de Ajuriaguerra substituiu o professor Ferdinand Morel no asilo de Hospital psiquiátrico de Bel-Air em Genebra, dirigindo-o até 1975. Ele fez com que que a psiquiatria de Genebra se desenvolvesse e se tornasse uma referência. Psicanalistas e neurologistas trabalhavam juntos e colaboravam num espírito de emulação poucas vezes atingido neste domínio. Inventou também uma técnica de relaxação, ‘’o método Ajuriaguerra’’.
De volta a Paris, foi eleito professor no Colégio de França. E continuou uma intensa atividade de pesquisa e ensino na França, na Espanha e no País basco. Cessou suas atividades em 1986 por motivos de saúde.

## Obras
- Manual de psiquiatria da criança, Masson, 1980, ISBN 2225396884
- Escritura da criança, tomo 1, Delachaux & Niestle, 1989 ISBN 2603006703